# Guillem de Vercelli
Guillem de Vercelli o de Montevergine (Vercelli, 1085 - Goleto, 1142), va ser un abat benedictí, fundador de l'Orde de Montevergine, congregació de l'Orde de Sant Benet, també anomenats benedictins guillemites. És venerat com a sant per diverses confessions cristianes.

## Biografia
De família noble, fou educat per uns parents en morir els seus pares. Després de pelegrinar a Sant Jaume de Compostel·la es va retirar a la vida eremítica a les muntanyes de la Irpinia, a l'Avellino (Campània), concretament a l'anomenat llavors Monte Virgilio, entre Nola i Benevento, que ell va anomenar Monte Vergine (Mont de la Verge). Hi va atraure altres seguidors i, en 1119 fundà el monestir d'eremites de Montevergine, a partir del qual es va crear l'Orde de Montevergine, estrictament congregació benedictina que el 1879 va unir-se a la Congregació de Montecassino.
Va estar protegit per Roger I de Sicília: Guillem va fundar molts monestirs a Sicília, tant masculins com femenins. Va morir al monestir de San Salvatore del Goleto (Guglieto), de l'orde que havia fundat, al territori de Sant'Angelo dei Lombardi.
Una llegenda diu que mentre era ermità a Irpinia, un llop matà l'ase que feia servir el sant; aquest va amansir el llop i, des de llavors, va fer-lo servir com a animal de càrrega i de companyia.

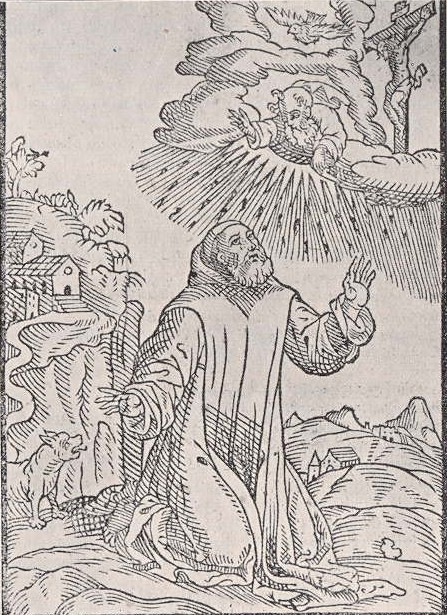
Gravat xilogràfic a un llibre imprès a Nàpols en 1581
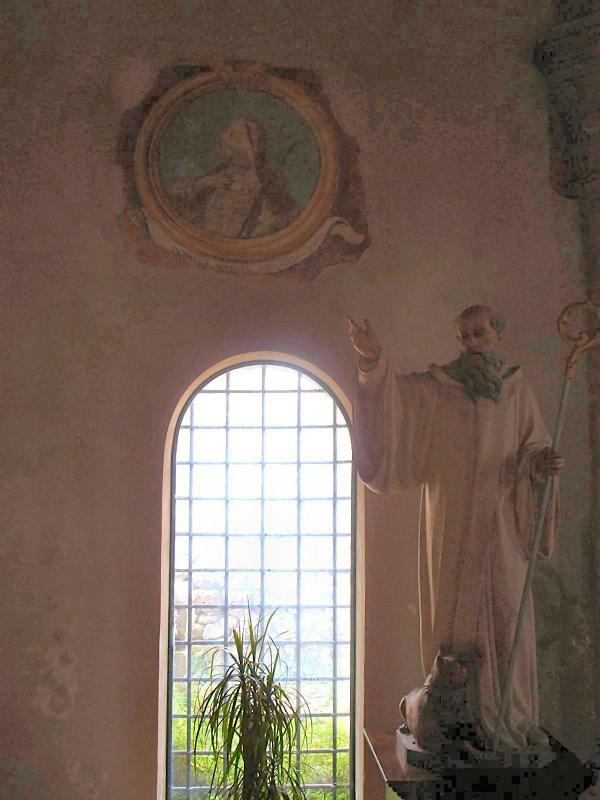
Talla del sant a Goleto, lloc de la seva mort
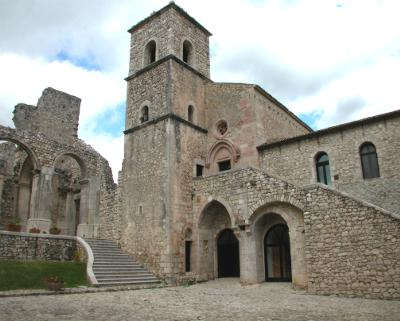
Abadia de Goleto
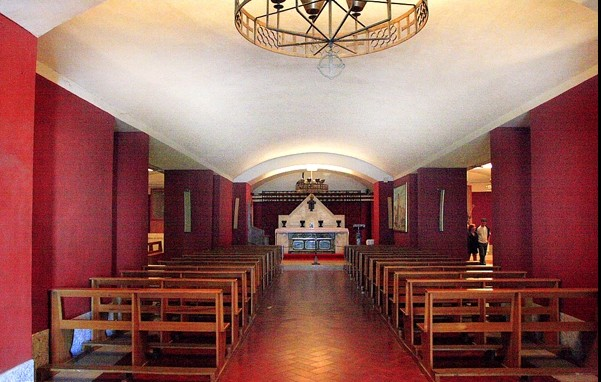
Tomba del sant, a la cripta del nou santuari de Montevergine

## Culte
Pius XII el va proclamar patró de la Irpinia. Se'n celebra la festa el 25 de juny, tot i que després de la reforma de 1969 s'ha tret del calendari universal de l'Església Catòlica i només té culte local.